# .500 A-Square
El .500 A-Square es un cartucho metálico para rifle con cuello de botella y cinturón, desarrollado por Arthur Alphin en 1976 partiendo del casquillo del .460 Weatherby Magnum modificado para alojar un proyectil de .510 pulgadas similar al .50 BMG . Este fue el primer cartucho deportivo comercial del coronel Alphin y fue diseñado en "respuesta a algunos problemas graves sucitados con el .458 Winchester en un safari en Mozambique ". 
El .500 A-Square era un cartucho patentado y el cartucho "deportivo" disponible comercialmente más potente del mundo. Sin embargo, el .50 BMG es el cartucho comercial más potente del mundo para cualquier propósito de disparo. El .500 A-Square se utiliza específicamente como cartucho de rifle africano, de piel gruesa y peligroso como los elefantes, rinocerontes y búfalos del Cabo, así como arma de respaldo para cazadores y guías profesionales.

## Descripción general
El .500 A-Square fue disponible comercialmente tanto en A-Square como en Midway USA como munición cargada. La munición se ofrece con tres cargas: 600 granos (38,9 g) Sólido Monolítico; 600 granos (38,9 g) chaqueta gruesa de nariz suave y 600 gr (38,9 g) chaqueta fina de nariz suave. Todas las combinaciones de bala/cartucho se anuncian con una velocidad de salida de 2470 pies/s (753 m/s) y energía de boca de 8127 pies-libras (11019 J).

### Compañía A-Square
En octubre de 2011, A-Square cesó todas las operaciones con municiones.
1. ↑  Alphin, Col. Arthur B. (1996).  Alphin, Col. Arthur B., ed. Any Shot You Want (1st edición). On Target Press. p. 605. ISBN 0-9643683-1-5.

- Datos: Q4545383